# Skënderaj
Skënderaj (in albanese Skënderaj; in serbo Србица?, Srbica) è una città del Kosovo, nel Distretto di Kosovska Mitrovica. Secondo il censimento del 2011, la città di Skënderaj aveva 9 372 abitanti, mentre il comune ne aveva 50 858.
È la città più grande della regione geografica del Kosovo Drenica. È popolata esclusivamente da albanesi. Si dice che sia la città più povera del Kosovo. È il luogo in cui è iniziata la guerra del Kosovo nel 1998, a cui è stato fatto il maggior danno.

## Geografia
L'insediamento è dal fiume Klina, nel campo Klina (Fusha e Klinës). È l'insediamento principale della regione di Drenica. Il fiume Klina appartiene alla regione di Metohija, mentre l'insediamento morfologicamente e idrologicamente gravita verso la regione del Kosovo.
Il comune copre un'area di 378 km², compresa la città di Skënderaj e 51 villaggi.

## Storia

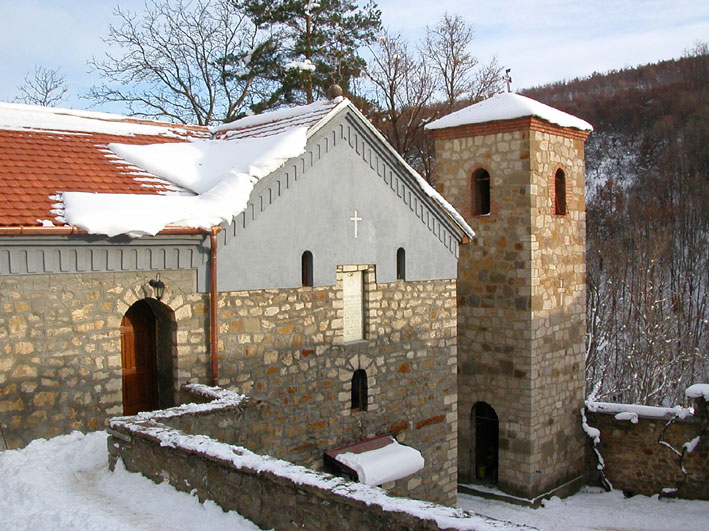
Il monastero di Devič è stato fondato da Đurađ Branković, il despota serbo

I reperti archeologici nella zona del comune includono un sito neolitico a Rudnik, e resti di una necropoli romana a Gornji Obilić. L'area catastale del comune comprende diversi insediamenti che esistevano durante il Medioevo, tra cui alcuni esistono ancora oggi, come Leočina, Poljance, Banja e altri. Ci sono rovine di una chiesa risalente al XIV secolo nel sud di Leočina. La Chiesa di San Nicola fu costruita nel 1436, a Banja, come dotazione del magnate serbo Rodop. Il monastero di Devič fu costruito a Lauša vicino a Srbica nel XV secolo, dedicato al monaco locale, St. Joanikije († 1430). La Chiesa di San Giovanni fu costruita nel XVI secolo sulle rovine di una chiesa del XIV secolo, a Leočina; la chiesa è circondata da un vecchio e grande cimitero serbo con tombe risalenti al XVII-XIX secolo. Una chiesa e un cimitero del XVI secolo si trovano a Rudnik.
La città (varoš) stessa fu fondata come Srbica nel 1924. Aveva 30 case abitate da serbi e montenegrini.
All'inizio del XX secolo la resistenza albanese iniziò con il movimento kachak guidato da Azem Bejta e sua moglie Shote Galica, che combatterono contro le forze bulgare, austro-ungariche e jugoslave. Alla fine della seconda guerra mondiale, nel 1944, il capo della Brigata Drenica, Shaban Polluzha, rifiutò di guidare i suoi 12.000 uomini a nord e si unì ai partigiani per perseguire i tedeschi in ritirata, perché i gruppi serbo-chetnik stavano attaccando la popolazione albanese del Kosovo.

## Economia
Skënderaj è stata storicamente la municipalità più povera del Kosovo, con pochi investimenti fatti dai tempi dell'ex Jugoslavia. Soffre di bassa attività economica e continua alta disoccupazione. L'agricoltura è la principale industria locale, ma il comune non ha completamente sviluppato la terra arabile esistente. Oggi l'economia locale consiste in piccole imprese come negozi e ristoranti a conduzione familiare, mentre due fabbriche privatizzate e un mulino, impiegano poche centinaia di persone. L'altro settore principale di occupazione è il servizio civile del comune.

## Sport
Skënderaj è la casa della squadra di calcio della Kosovar Superliga KF Drenica che gioca le partite casalinghe nello stadio Bajram Aliu. Skënderaj è anche la casa del club di pallavolo Kosovar Superliga KV Skenderaj femminile e KV Drenica maschile.

## Eredità culturale
- Devič, abbazia serbo ortodossa

## Evoluzione demografica
Abitanti censiti

Secondo l'ultimo censimento ufficiale fatto nel 2011, il comune di Skënderaj aveva 50.858 abitanti.

## Società

### Etnie e minoranze straniere
La composizione etnica del comune:
| Gruppo etnico       | Censimento del 1991 | Censimento del 2011 |
| ------------------- | ------------------- | ------------------- |
| Albanesi            | 54.437              | 50.685              |
| Serbi               | 713                 | 50                  |
| Bosgnacchi          | -                   | 42                  |
| Ashkali ed Egiziani | 37                  | 11                  |
| Altri               | -                   | 70                  |
| Totale              | 55.187              | 50.858              |